# Станислав Садаклиев
Станислав Сергеев Садаклиев (на украински: Станіслав Сергійович Садаклієв) е украински режисьор.
Роден е на 27 февруари 1989 година в Болград в семейство на бесарабски българи. Завършва културология в Одеския национален университет и режисура в Киевския национален университет за театър, кино и телевизия. През 2013 година възстановява Българския театър в Одеса, където е художествен ръководител и поставя няколко пиеси. От 2019 година работи в областния театър в Черкаси, а от 2020 година е негов главен режисьор.